# Rudolf Metzner (Politiker)
Georg Felix Rudolf Metzner (* 14. Februar 1913 in Haynau; † nach 1945) war ein deutscher Gauleiter.

## Leben
Rudolf Metzner trat zum 1. Oktober 1931 der NSDAP bei (Mitgliedsnummer 673.394). Er war NSDAP-Kreisleiter im Landkreis Waldenburg von 1937 bis 1941, darauf NSV-Gauamtsleiter im Gau Oberschlesien. Ab dem 1. Mai 1944 war er dort Stellvertretender Gauleiter hinter Fritz Bracht, dessen Aufgaben er wegen dessen Erkrankung ab Januar bis März 1945 völlig übernahm. Seine Amtsführung stieß bei Goebbels und General Ferdinand Schörner auf Kritik. Sein Verbleib bis zum Kriegsende und danach ist unbekannt.